# Chrysocoma
Chrysocoma là một chi thực vật có hoa trong họ Cúc (Asteraceae).

## Loài
Chi Chrysocoma gồm các loài: